# Koteł
Koteł (bułg. Котел) – miasto w Bułgarii, w obwodzie Sliwen, siedziba administracyjna gminy Koteł. Według danych szacunkowych Ujednoliconego Systemu Ewidencji Ludności oraz Usług Administracyjnych dla Ludności, 15 czerwca 2020 roku miejscowość liczyła 5471 mieszkańców.

## Geografia
Znajduje się w terenie górskim, w klimacie umiarkowanym. Nieopodal miasteczka znajduje się szczyt Razbojna (1128 m n.p.m.), który był w przeszłości prawdziwą ostoją bułgarskich powstańców, czet hajduckich itp. W odległości ok. 7 km od Koteł, na wzgórzu Wida, leżą pozostałości średniowiecznej twierdzy o tej samej nazwie.

## Historia
Koteł to górskie osiedle, które powstało w początkach panowania tureckiego, kiedy wielu mieszkańców nizinnych wsi i miast szukało schronienia przed nowym najeźdźcą w niedostępnych okolicach. W okresie tureckiego panowania miasteczko cieszyło się względną niezależnością korzystało z przywileju, który zabraniał osiedlać się w nim Turkom. Poza tym mieszkańcy byli zwolennikami z niektórych podatków, mieli prawo do samodzielnego wybierania własnego samorządu itp. Tradycje wolnościowe, zamiłowanie do niezależności, głęboka i żarliwa wiara oraz sprzyjający niezależności, szybki wzrost gospodarczy na przełomie XVIII i XIX w. doprowadziły do przekształcenia miasta w prawdziwe centrum bułgarskiej myśli narodowej w pierwszych latach odrodzenia narodowego. Z Koteł pochodziło wiele wybitnych postaci odrodzenia, a także hajduków, przywódców hajduckich, czetników i powstańców. Ponieważ całe miasto zbudowane było z drewna, w które obfitują tutejsze lasy, nierzadko zdarzały się tu pożary. Prawdziwą klęską był pożar w 1894 r, który strawił znaczną część Kotełu. Miasto zostało uznane za rezerwat urbanistyczno-historyczny.

## Gospodarka
Miasto turystyczne; w mieście rozwijał się głównie przemysł tekstylny, wyrobów dywanów i obróbka drewna.

## Struktury wyznaniowe
Mieszkańcy są wyznania prawosławnego i islamskiego.

## Osoby związane z miejscowością

### Urodzeni
- DIwan Belikow (1852–1902) – bułgarski polityk
- Wasił Beron (1824–1909) – bułgarski lekarz
- Bonczo Boew (1859–1934) – bułgarski ekonomista
- Ewstrati Daczew (1975–1903) – bułgarski rewolucjonista
- Petyr Genow (1882–1956) – bułgarski poeta, tłumacz i szachista
- Wasił Kisełkow (1887–1973) – bułgarski tłumacz
- Georgi Mamarczew (1776–1846) – bułgarski rewolucjonista
- Georgi Pawłow (1881–1945) – bułgarski lekarz, naukowiec
- Dimityr Tiszin (1913–1992) – bułgarski pisarz